# Dorothy Wall
Pour les articles homonymes, voir Wall.
Dorothy Wall, née le 12 janvier 1894 et morte le 21 janvier 1942, est une écrivaine et illustratrice néo-zélandaise de livres de fiction pour enfants née en Nouvelle-Zélande. Elle est surtout connue pour avoir créé Blinky Bill (en), un koala anthropomorphe qui est le personnage central de ses livres dont le premier sort en 1933 : Blinky Bill: The Quaint Little Australian. La plupart de ses livres sont d'abord publiés par les éditions Angus & Robertson.

## Biographie
Dorothy Wall est née à Kilbirnie, en Nouvelle-Zélande, le 12 janvier 1894, de parents anglais, Charles James William Wall et Lillian née Palethorpe. En 1904, à l'âge de dix ans, elle obtient plusieurs bourses et suit des cours d'art. Elle émigre en Australie en 1914 et travaille pour le journal The Sun à Sydney. En 1920, son premier conte pour enfants, Tommy Bear and the Zookies, est publié et l'année suivante, elle épouse Andrew Delfosse Badgery. La même année, Wall trouve le succès pour ses illustrations dans le livre de J. J. Hall, The Crystal Bowl.
Les deux premières années de son mariage sont difficiles. Le couple déménage souvent et vit à 21 adresses durant ce laps de temps. En 1925 naît son fils Peter Badgery.
Tout au long des années 1920 et 1930, elle continue à travailler comme illustratrice. Son livre le plus connu, Blinky Bill: The Quaint Little Australian, est publié en 1933. Le récit met en scène un petit koala aventureux et plein de malice. En 1934, elle divorce de Badgery et déménage avec son fils à Warrimoo dans les Montagnes Bleues où elle termine deux autres livres du jeune koala : Blinky Bill Grows Up et Blinky Bill and Nutsy. Malgré la popularité de son personnage, Wall connait des difficultés financières et est forcée de se rabattre sur ses compétences d'artiste. Angus & Robertson, ses éditeurs de l'époque, lui commandent des illustrations pour différentes couvertures de livres.
Souffrant de dépression, de trouble bipolaire et d'une santé défaillante, Wall retourne en Nouvelle-Zélande en 1937 où elle devient illustratrice pour le New Zealand Herald et l'Auckland Weekly News. Au cours des années suivantes, sa santé et sa situation financière s'améliorent, aidées sans doute par la publication de The Complete Adventures of Blinky Bill en 1939. En juillet 1941, Wall retourne à Sydney et dans le pays qu'elle aimait tant, mais sa santé se détériore rapidement et le 21 janvier 1942, elle meurt d'une pneumonie à Cremorne, dans la banlieue de Sydney. Elle est enterrée au cimetière Northern Suburbs,.

## Hommage
En 1985, un timbre-poste honorant la création de Wall, Blinky Bill, est émis par l'Australia Post dans le cadre d'un ensemble de cinq livres commémoratifs pour enfants. En 2022, une série de timbres à l’effigie des personnages des livres Blinky Bill sort sur le thème des fêtes de Noël.
Entre 2009 et 2011, une pièce commémorative de 1 dollar australien à l'effigie de Wall est frappée. Elle est réalisée par l'artiste polonais Wojciech Pietranik (en).

## Œuvres
Liste non exhaustive

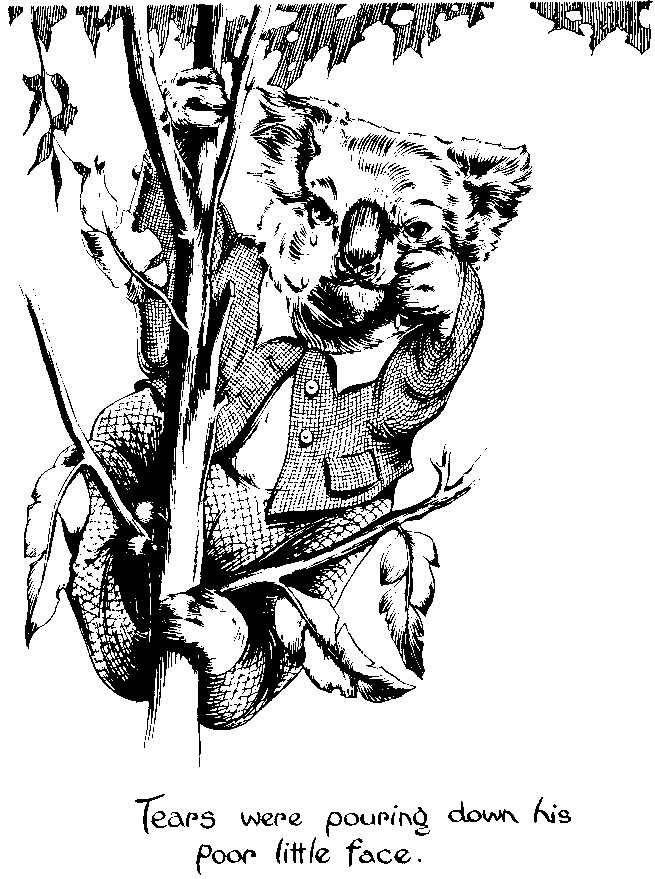
Père de Blinky Bill, illustration de Dorothy Wall.

- (en) The Story of Tommy Bear and the Zookies, 1920
- (en) Blinky Bill: The Quaint Little Australian, 1933
- (en) The Tale of Bridget and the Bees, 1934
- (en) Blinky Bill Grows Up, 1934
- (en) Brownie: The Story of a Naughty Little Rabbit, 1935
- (en) Stout Fellows: Chum, Angelina Wallaby, Um-Pig and Flip, 1936
- (en) Blinky Bill and Nutsy: Two Little Australians, 1937
- (en) The Complete Adventures of Blinky Bill, 1939
- (en) Blinky Bill Joins the Army, 1940
- (en) Blinky Bill's Dress-Up Book, 1942
- (en) Blinky Bill's ABC Book, 1947
- (en) A Tiny Story of Blinky Bill, 1947
- (en) Horrie Kiwi and the Kids, 1983[4]

### Traduction francophone
- Blinky Bill le koala, Anatolia, 1994, trad. Béatrice Vierne, 85 p.  (ISBN 978-2909848150)

## Adaptations
Ses œuvres de Blinky Bill sont adaptées à plusieurs reprises. Sous forme de séries télévisées : The New Adventures of Blinky Bill (1984-1987), Les Aventures extraordinaires de Blinky Bill (1993-2004) et The Wild Adventures of Blinky Bill (2016-2017). Ainsi que sous forme de film d'animation : Blinky Bill, le koala malicieux (1992) et Blinky Bill (2015). Le premier film de 1992 sera un succès, entraînant la production de nombreux produits dérivées du petit koala.